# Eberhard von Künsberg
Eberhard Max Paul Freiherr von Künsberg (* 2. September 1909 in Speyer; † 1945 (für tot erklärt 1949)) war ein deutscher Nationalsozialist, Jurist und Diplomat. Er leitete während des Zweiten Weltkriegs das nach ihm benannte Sonderkommando Künsberg, das im Auftrag des Auswärtigen Amtes (AA) Akten und Archive beschlagnahmte, aber auch im großen Stil Kunstsammlungen und Bibliotheken plünderte.

## Leben und Karriere

### Politisches Engagement und Studium
Der Sohn des bayerischen Oberstleutnants und Kommandeurs der Gendarmerie Max-Joseph (1863–1913) aus dem Geschlecht von Künsberg besuchte in München und Würzburg das humanistische Gymnasium. Bereits 1921 hatte ihn seine Mutter Olga Freiin von Feury (1874–1924) auf Hilling zum Jungsturm „Adolf Hitler“ angemeldet. Offiziell trat Eberhard zum 4. Juni 1929 der NSDAP (Mitgliedsnummer 132.008) und im selben Jahr auch der SS bei (SS-Nummer 1.552). Von 1929 bis 1934 studierte Künsberg Rechtswissenschaft an der Universität München, wo er dem Nationalsozialistischen Deutschen Studentenbund (NSDStB) beitrat. Von Dezember 1930 bis Dezember 1932 war er Kreisleiter VII (Bayern) des NSDStB und gab das NSDStB-Organ Deutsche Revolution heraus.

### Parteikarriere
Im Juli 1934 schloss Künsberg sein Studium ab und wurde am 30. September 1934 hauptamtlicher Führer der 15. SS-Reiterstandarte in Regensburg. Der Reichsführer SS, Heinrich Himmler, übergab ihm dabei die Führung des Standortes Regensburg. Am 1. Mai 1936 wurde er Referent im Außenpolitischen Amt der NSDAP; am 1. April 1937 begann er sein Gerichtsreferendariat am Amtsgericht Berlin-Weißensee, während er gleichzeitig Referent im Außenpolitischen Amt blieb und seinen Wehrdienst ableistete. Er kam 1937 als SS-Obersturmführer an die SS-Hauptreitschule München-Riem und übernahm am 1. Mai 1938 die geschäftsführende Direktion der Reichsorganisation für das Pferderennen „Das Braune Band von Deutschland“, eines der seinerzeit höchstdotierten Pferderennen Europas, das 1934 in München-Riem gegründet worden war, um dem Großen Preis von Baden (Baden-Baden) den Rang abzulaufen. Künsberg trug den Ehrendegen des Reichsführers SS und den SS-Ehrenring. Außerdem gehörte er dem Lebensborn an.

### Diplomat des Auswärtigen Amts
Am 14. März 1939 wurde Künsberg als wissenschaftlicher Hilfsarbeiter im Auswärtigen Amt angestellt. Bereits ein halbes Jahr später wurde er als Legationssekretär in die Laufbahn des Höheren Dienstes übernommen und der Abteilung Protokoll zugeteilt.

#### Raubzüge mit dem Sonderkommando Künsberg

##### Nach dem Überfall auf Polen
Nach dem deutschen Überfall auf Polen schickte sein unmittelbarer Vorgesetzter, Alexander Freiherr von Dörnberg, Künsberg im Oktober 1939 nach Warschau, um dort die Akten des polnischen Außenministeriums und die feindlicher und neutraler diplomatischer Vertretungen in Warschau für das Auswärtige Amt zu sichern. Bereits im September 1939 waren schon britische und französische Konsulatsakten in Polen beschlagnahmt worden. Die Akten sollten nachrichtendienstlich verarbeitet und auch zu Propagandazwecken verwendet werden. Entsprechende Beschlagnahmungen organisierte Künsberg anschließend im Rahmen der Invasion Dänemarks und Norwegens. Er nahm er an zahlreichen Verhandlungen des Auswärtigen Amts teil, etwa zum Zweiten Wiener Schiedsspruch, zur Erweiterung des Dreimächtepakts und zur Regierungsneubildung in Oslo. Gleichzeitig war er auch bei der Beschaffung von Kunstgegenständen behilflich. So wurden etwa historische Waffen des Warschauer Heeresmuseums dem Deutschen Jagdmuseum in München übergeben, dessen Schirmherr, Christian Weber, dem Kuratorium für das Braune Band von Deutschland vorstand.

##### Westfeldzug und Frankreich
Mit dem Angriff auf Holland, Belgien und Frankreich bildete Künsberg ein Sonderkommando, das sich aus Angehörigen des Auswärtigen Amtes, der Geheimen Feldpolizei (GFP) und des Nationalsozialistischen Kraftfahrkorps (NSKK) zusammensetzte und bis Januar 1941 als Geheime Feldpolizei-Gruppe z. b. V. bezeichnet wurde. Künsberg amtierte dabei als Feldpolizeidirektor. Während des Westfeldzuges bestand das Sonderkommando aus 38 Sachbearbeitern und 75 Fahrern. Im Gefolge der kämpfenden Truppe besetzte das Sonderkommando die Außenministerien und Botschaften in Den Haag, Brüssel und Paris. In Abstimmung mit Außenminister Joachim von Ribbentrops langjährigem Frankreich-Referenten und späterem Botschafter in Paris, Otto Abetz, ließ Künsberg auch Akten und Bibliotheken weiterer Pariser Ministerien (z. B. des Ministeriums für Inneres mit 100.000 Bänden sowie des für Verteidigung und für Finanzen), Papiere und Unterlagen politischer Parteien, von Freimaurer-Logen und Pressebüros sowie die Kunstsammlungen vornehmlich jüdischer Privatpersonen beschlagnahmen. Karl Epting, der über einige Kontakte innerhalb Frankreichs aus alter Zeit verfügte, als er vorgeblich für eine deutsch-französische Verständigung gearbeitet hatte, ließ das Sonderkommando Güter des Quai d’Orsay aufspüren und beschlagnahmen, die in sieben Loire-Schlössern vor den Angreifern versteckt worden waren.
Im unbesetzten Frankreich suchte das Sonderkommando Künsberg nach ausgelagerten Kunstgegenständen, geriet dabei aber mit konkurrierenden Kommandos wie dem Sonderkommando Einsatzstab Reichsleiter Rosenberg aneinander, das im Rahmen des Sonderauftrags Linz nach Kunstwerken für das geplante Führermuseum Linz, nach Judaica und freimaurerischen Sammlungen suchte. Das Oberkommando des Heeres (OKH) lehnte das Vorgehen Künsbergs als Verstoß gegen das Völkerrecht ab. Der OKH-Beauftragte für Kunstschutz in den besetzten Gebieten, Franz Wolff-Metternich, nannte Künsberg „eine Art moderner Freibeuter“.
Die Erfahrungen in Frankreich hatten Künsberg zu der Überzeugung gebracht, dass eine schnelle und bewegliche Gruppe erforderlich war, um schneller als die Konkurrenzorganisationen vor Ort zu sein. Für die folgenden Feldzüge wurde das Sonderkommando im Januar 1941 deshalb durch Angehörige der Waffen-SS zu einer militärisch organisierten Truppe verstärkt und in SS-Sonderkommando Gruppe Künsberg umbenannt. Dem waren langwierige Verhandlungen vorausgegangen, weil Künsberg die Eingliederung seines Kommandos in die Waffen-SS wünschte, Ribbentrop das Kommando aber nicht der Autorität der SS unterordnen wollte. Das Sonderkommando wurde schließlich am 1. August 1941 formell in die Waffen-SS eingegliedert und dem Führungshauptamt der SS unterstellt, ohne dabei seine Selbständigkeit zu verlieren. Zugleich behielten die Kommandoführer die Befugnisse der Geheimen Feldpolizei und Künsberg erhielt die Disziplinarbefugnisse eines Bataillonskommandeurs.

##### Balkanfeldzug
Während des Balkanfeldzuges beschlagnahmte das Sonderkommando erstmals auch statistisches und kartographisches Material, das durch den als Sonderführer Z beteiligten Angehörigen des SD, SS-Untersturmführer Wilfried Krallert und die ihm unterstellte Publikationsstelle Wien zu ethnographischen Karten verarbeitet wurde und als Grundlage ethnischer Säuberungen diente. Vom 20. Mai bis zum 21. Juni 1941 war das Sonderkommando auf Kreta aktiv.

##### Unternehmen Barbarossa
Nach dem deutschen Überfall auf die Sowjetunion beschlagnahmte das Sonderkommando Künsberg, das inzwischen in einen Stab und drei Einsatzkommandos zu je 95 Mann gegliedert war, immer unmittelbar im Gefolge der kämpfenden Truppe Akten, kartographisches Material, Bibliotheken und Kunstgegenstände und nahm gelegentlich auch an bewaffneten militärischen Einsätzen teil. Mit dem Auslaufen der deutschen Offensive ging das Sonderkommando dazu über, die verschiedenen Forschungsinstitute der SS mit Material zu versorgen. Bis Ende 1942 hatte das Sonderkommando ca. 250.000 Objekte verteilt, nicht nur für den Dienstgebrauch. Mitarbeiter des Auswärtigen Amts etwa durften sich aus den Beständen auch Bücher für den persönlichen Bedarf aussuchen. Ein Großteil der übriggebliebenen Sammlungen wurde den Stellen des Reichsleiters Alfred Rosenberg übergeben.
Im Februar 1942 war der politische Einsatz des Sonderkommandos offiziell beendet. Das wissenschaftliche Personal wurde auf Abruf gehalten, das militärische mit einer Stärke von 304 Personen geschlossene Einheit der 1. SS-Panzer-Division Leibstandarte SS Adolf Hitler zugeteilt. Bis auf Weiteres wurde das Kommando auf der Krim zur Partisanenbekämpfung und Küstenbewachung sowie bei der Ausbildung dreier Kompanien von Tataren zum Kampf gegen die Rote Armee eingesetzt. Zum 1. August 1942 wurde das Sonderkommando ein Bataillon der Waffen-SS z. b. V.

#### Fronteinsatz als Kompanieführer
Künsberg wurde am 19. Juni 1942 rückwirkend zum 1. April 1942 seiner Stellung als Führer des Sonderkommandos enthoben und als Sturmbannführer der Reserve in die Waffen-SS übernommen. Zwar wurde er vom Auswärtigen Amt am 1. Juni 1943 zum Gesandtschaftsrat und am 12. August 1943 zum Legationsrat befördert. Gleichwohl bestand offenbar Einvernehmen zwischen der SS und dem Auswärtigen Amt, dass Künsberg an die Front versetzt werden sollte, weil beide Seiten mit der Art und Weise, wie er teilweise seine Befugnisse genutzt hatte, nicht zufrieden waren. Himmler erläuterte gegenüber dem SS-Führungshauptamt: „Künsberg hat zu sehr bisher in seinem Leben verstanden auf vielen Klavieren zu spielen. Auf ihn trifft zu, was man in Bayern ‚G’schaftlhuber‘ nennt und es ist höchste Zeit, dass wir ihn richtig erziehen.“
In der Waffen-SS wurde Künsberg zunächst als Kompaniechef und Abteilungsführer eines Panzerregiments eingesetzt. Anfang 1944 kam er mit Diphtherie und Paratyphus in das Lazarett von Tarnopol. Das Auswärtige Amt teilte ihn zwar am 24. Mai 1944 dem Generalkonsulat in Tirana zu, doch die Waffen-SS zog ihn zur 8. SS-Kavallerie-Division „Florian Geyer“ ein. Diese Einheit wurde im Januar 1945 bei der Schlacht um Budapest fast vollständig aufgerieben. Es wird daher angenommen, dass Künsberg zwischen dem 11. und dem 14. Februar 1945 in oder bei Budapest getötet wurde. Nach einer mündlichen Auskunft des Hausarchivs der Freiherren von Künsberg wurde Eberhard von Künsberg noch einmal im April 1945 in Pommern gesehen. Er gilt als vermisst und wurde 1949 für tot erklärt.